# Crystal (Dakota Północna)
Crystal – miasto w Stanach Zjednoczonych, w stanie Dakota Północna, w hrabstwie Pembina.